# أديب (خيمياء)
الأديب أو الحاذِق أو الماهر أو الخبير (بالإنجليزية: Adept)‏، هو الذي قد عُرف بأنَّه قد وصل إلى مستوى معين من المعرفة أو المهارة أو الكفاءة في المذاهب ذات الصلة بمؤلف أو منظمة معينة. وهم يتميزون عن الآخرين بإمكانياتهم البارزة. حيث إنَّ جميع الملكات الإنسانية فيهم قد جرت تزكيتها، أي تطويرها وتحسينها، بما في ذلك الذكاء والروحانية. ويمكن لأي شخص أن يصبح أديبًا بالتطور الروحي وتحسين/تزكية نفسه.

## الأصل الاشتقاقي
كلمة "adept" مشتقة من الكلمة اللاتينية (adeptus) والتي تعني "مَن قد بلغ أو حاز" (سر تحويل المعادن).

## التعريف والمعنى

### بلافاتسكي
تستخدم السيدة بلافاتسكي مصطلح "أديب" بحرية في أعمالها للإشارة إلى وظيفتهم الإضافية بوصفها مسؤولة عن المعرفة السرية القديمة. كما أنها تذكر رغبتهم الرحيمة الكبيرة في مساعدة الإنسانية وتوثق أيضًا القوى الأخرى للأُدباء، مثل: القدرة على السيطرة الفعالة على أرواح العناصر بالإضافة إلى الظروف الجسدية والنجمية لغير المُريدين.

### أليس بيلي
في مجموعة كتابات أليس بيلي، تحدد الخطوط العريضة للتسلسل الهرمي للتطور الروحي والمسار الأولي الذي قد يختار الفرد التقدم من خلاله. وتُعرِّفُ الأديب في أعمالها على أنه الكينونة الذي أخذ أو دخل في خمس تنشئات روحية من سبعة.

## الأنظمة الطقسية
لدى المنظمات المسارية أو السرية المختلفة خطوات يمكن من خلالها أن يرتقي المُريد في نظام طائفته السري. ويطلق البعض على هذه الخطوات درجات أو مُستويات أو الأطوار.

### النظام المحكم للفجر الذهبي
في النظام الاستهلالي المحكم لجماعة الفجر الذهبي، الأديب هو الشخص الذي أدى اليمين من الدرجة (5 = 6) ومُنِحَ عنوان الأديب الصغير (الأدب الصغير). من الناحية الرمزية، تمثل هذه الدرجة المُريد الطَّمُوح الروحاني الذي، بعد أن أتقن عملية توحيد العناصر الأربعة بروح مُعتدلة ومتوازنة، يسمح له بالمرور من بوابة قبو أديبتي (Adepti) إلى قبر كريستيان روزنكروتز - مؤسس الجماعة - في وسط جبل روزيكروسيان للتنشئة، أبيغنوس، في مركز الكون. تشكل درجة الأديب الصغير والدرجات اللاحقة، الأديب الكبير (الأدب الكبير)، والأديب المُعفى من الدرجة الثانية من الفجر الذهبي، وتسمى أيضا روز روبي وأوري كروسيس (وردة الياقوت والصليب الذهبي). تتوافق هذه الدرجات مع درجات السيفروت الكابالية، ولتيفيرث، وجبورا، وتشيسد على التوالي.
يشتمل قسم الأدب الصغير على شرط وهو "توحيد نفسي مع روحي الحارسة العُليا والإلهية"، وهي عملية تُعادل أحيانًا "معرفة ومحادثة الملاك الحارس المقدس". لكي يقوم الأديب الصغير بهذا العهد ويبدأ في هذه العملية، يجب عليه أن يعيد تأكيد واستكمال الأعمال والتدريبات التي قام بها في الدرجات السابقة (من الزيلاتور (التعصب) إلى فيلوسوفوس) باستخدام المعرفة الجديدة التي اكتسبها. وبمجرد أن ينجح في هذا العمل، يُعتبر جاهزًا للتقدم إلى درجة الأديب الكبير، حيث يعتبر أديبًا كاملًا ومؤهلًا لاستكمال رحلته في مسار التنوير الروحي.

### أ∴أ∴
قام أليستر كراولي، الذي شكل أ∴أ∴ (A∴A∴)، بإعادة هيكلة نظام الفجر الذهبي. ولا يزال هذا النظام متمسكًا بثلاثة أشكال من الأُدباء. ودرجاته كالتالي:
- طالب
- مُتمرن
- مبتدئ
- مُتعصب
- التدريب العملي
- فيلسوف
- سيد العتبة
- الأدب الصغير
- الأدب الكبير
- الأديب المُعفى أو الحر
- رضيع اللا شيء
- رب الهيكل أو المعبد
- الساحر
- القطب أو الملاك

### معبد ست
يطلق معبد ست على مراحلهم درجات، ويضع درجة الأديب الثانية. نظامه هو كما يلي:
سيتيان أو الوفي (الدرجة الأولى)
الأديب (الدرجة الثانية)
كاهن/كاهنة (الدرجة الثالثة)
الماجستير / رب أو سيد المعبد (الدرجة الرابعة)
المجوس/الماجا/ الساحر (الدرجة الخامسة)
إبسيسيموس/إبسيسيما - القطب أو الملاك (الدرجة السادسة)

## السحر الاحتفالي والممارسات الثيورجية
أولئك الذين يمارسون الفنون الباطنية مثل التورجيا (السيمياء) والكابالا على دراية بكلمة "أديب" وهي مألوفة لديهم. وفي تقاليد المسيحية الباطنية والسحر الاحتفالي، الأديب هو الشخص الماهر أو العميق، ولكنه ليس سيدًا في هذه الفنون.